# Маслевская, Раиса Павловна
Раи́са Па́вловна Масле́вская (урождённая Давыдова; род. 30 января 1935, деревня Царёво-Займище Западной области) — советский и российский педагог, деятель образования; директор школы, учитель истории. В течение долгого времени (1978—2011) была директором обнинской школы № 6. Заслуженный учитель Российской Федерации, Почётный гражданин города Обнинска.

## Происхождение и семья
Внук — Андрей Жердев, игрок футбольного клуба «Квант».

## Педагогическая деятельность
По мнению современных исследователей, Маслевская — одна из нескольких российских авторов, в чьих работах отражены проблемы педагогического моделирования и проектирования.

## Награды и звания
- Отличник народного просвещения РСФСР
- Заслуженный учитель Российской Федерации
- Почётный гражданин города Обнинска («внесла большой личный вклад в развитие системы образования города Обнинска»)[3]